# Лессиваж
Лессиваж, лессивирование, иллимеризация, первекция — элементарный почвенный процесс, заключающийся в пептизации, механическом переносе илистого материала из элювиального горизонта вниз по профилю и его аккумуляции на некоторой глубине в виде лаков, натёков слоисто-ориентированных глин и кутан по граням структурных отдельностей. Диагностируется по новообразованиям в иллювиальном горизонте. Может также приводить к образованию в почвенном профиле осветлённого и обеднённого тонкодисперсным минеральным веществом (а, значит, и полуторными оксидами) элювиального лессивированного горизонта.
Дискуссионным является вопрос о том, протекает ли при лессиваже разрушение минералов илистой фракции. Долгое время отсутствие разрушения считалось одной из важных характеристик процесса, подобной точки зрения и сейчас придерживаются многие исследователи. С другой стороны отмечается, что имеется обширный материал, свидетельствующий о трансформации или частичном разрушении глинистого вещества, переносимого при лессиваже. 

## Условия протекания
Для протекания лессиважа необходимо:
1. Нарушение связи между почвенными частицами;
2. Наличие выраженного вертикального или бокового (латерального) тока влаги;
3. Наличие илистого материала в почвообразующей породе (лессиваж невозможен на песках);
4. Наличие пор соответствующего размера в почве и её хорошая проницаемость (лессиваж невозможен на ленточных глинах).

### Факторы выноса илистых частиц
Различные минералы проявляют разную способность к переносу при лессивировании. Наиболее мобилен монтмориллонит, иллит и вермикулит умеренно подвижны, однако кислой среде агрегируются и становятся малоподвижными, каолинит наименее подвижен.
В кислых почвах при низком содержании органического вещества связывание частиц производится соединениями Fe (III), освобождение ила происходит в восстановительных условиях (см. оглеение). При высоком количестве органики в этих же условиях формируются агрессивные низкомолекулярные кислоты, сами по себе пептизирующие частицы. В серых лесных почвах диспергаторами илистой фракции выступают неусреднённые Са-гуминовые кислоты. В почвах, развитых на карбонатных породах, лессиваж не происходит до завершения процесса выщелачивания верхней части профиля. Пустоты, оставленные карбонатами, впоследствии функционируют как пути переноса ила. В щелочных условиях коагулятором служат ионы натрия (см. солонцы).

### Факторы аккумуляции илистых частиц
Для осаждения частиц необходимо наличие геохимических, физико-химических или механических барьеров. В кислых почвах на бескарбонатных породах такие барьеры отсутствуют, осаждение происходит на больших глубинах (до 2 метров) и сопряжено с дифференциацией частиц по крупности. В нейтральных и щелочных условиях барьерами, на которых происходит осаждение суспензий, служат границы карбонатных и солевых горизонтов. В щебнистых почвах поверхности щебня выступают в качестве механического барьера. Глубина вымывания ила связана также с глубиной промачивания.

## Распространение
Лессиваж идёт наиболее интенсивно в почвах на рыхлых отложениях гумидных умеренно холодных и субтропических равнинных и горных территорий. Здесь он является одним из профилеобразующих процессов в элювиально-глеевых, подзолистых и дерново-подзолистых почвах, а также и формирует ряд диагностических признаков в глееподзолистых, серых лесных, бурых лесных почвах, краснозёмах.

## Изучение
В 1924—1925 годах К. Д. Глинка на основе экспериментальных данных В. В. Гиммерлинга высказал идею о ведущей роли в подзолообразовании не процессов разрушения алюмосиликатов с выносом продуктов их гидролиза из верхних горизонтов, а процессов переноса по профилю тонких суспензий. Сам термин «лессиваж» ввели в 1938 Обер, Демолон и Уден. Были выделены почвы лессиве, сформированные этим процессом. В 1958 В. М. Фридланд предложил использовать термин «иллимеризация», однако он не прижился ни в мировой, ни в отечественной литературе.